# GarrettAiResearch ATF3
Das GarrettAiResearch ATF3 (militärische Bezeichnung GarrettAiResearch F104) ist ein Turbofan-Triebwerk des US-amerikanischen Herstellers Garrett AiResearch. Es war das erste Dreiwellenturbofantriebwerk das in den USA entwickelt wurde und zeichnet sich durch eine mehrfache Umkehr der Gasströmung im Triebwerk aus. Das Bypassverhältnis liegt bei 2,88.
Die Entwicklung wurde von AiResearch in Torrance durchgeführt. 1966 waren Entwurf und Konstruktion abgeschlossen. Erste Testläufe mit einem Demonstrator wurden 1968 durchgeführt und mit der US-Luftwaffe ein Liefervertrag für das ATF3 abgeschlossen. Erste Flugversuche konnten 1972 mit Vorserienturbinen stattfinden, die 18 kN Schub lieferten.
Im Mai 1976 gab die Firma bekannt, dass die HU-25 mit dem ATF-3 ausgerüstet werden sollte. Die Voraussetzung dafür wurde mit der Zulassung für die zivile Luftfahrt 1979 geschaffen.
Neben der HU-25 wurde das Triebwerk auch in die französischen Flugzeugmuster Dassault Gardian und Dassault Falcon 200 eingebaut, alle aus einer Baureihe. Des Weiteren diente es als Antrieb in der Northrop Tacit Blue und war für die Ryan YQM-98A-Drohne aus dem Compass-Cope-Programm vorgesehen.
Der Gasfluss weicht von dem üblichen Schema in einem Turbofantriebwerk ab. Nach Durchfluss durch Fan und Mitteldruckverdichter wird die Verbrennungsluft durch acht Druckrohre in das Triebwerksheck geleitet, dort um 180° umgelenkt, durchströmt eine radiale Hochdruckstufe von innen nach außen und gelangt dann in eine im Querschnitt S-förmige Brennkammer, die eine kurze Bauform bei gleichzeitig großer Flammenlänge ergibt. Die Strömung wechselt dann in dieser Brennkammer zweimal um jeweils 180° die Richtung, so dass die Turbine entgegen der Gasaustrittsrichtung durchströmt wird.
Das Heißgas passiert dann nacheinander die Axialturbinen für Hochdruckverdichter, Fan und Mitteldruckteil. Sie wird anschließend nochmals um 180° umgelenkt, tritt etwa in Triebwerksmitte aus, vermischt sich dort mit dem Luftstrom des Fans, um in einer Düse, die bis zum Heck reicht, expandiert zu werden. In einem großen Heckkonus am hinteren Kerntriebwerk befinden sich alle Hilfsaggregate.
Insgesamt wurden fünf Ausführungen des Triebwerks hergestellt:
Das XF104-GA-100 für die Ryan YQM-98A mit 18 kN Schub, das ATF3-6-2C und -4C mit einem 36-blättrigen Fan und einem Getriebegehäuse aus Aluminium für die HU-25, das ATF3-6A-3C mit einem 30-blättrigen Fan und einem Aluminiumgetriebegehäuse für die französische Dassault Gardian und das ATF3-6A-4C, das dem 3C entspricht, aber ein Getriebegehäuse aus Magnesium besitzt und für die Dassault Falcon 200 verwendet wurde.
Die Gesamtzahl der an Kunden ausgelieferten Triebwerke beläuft sich auf 227.

## Technische Daten (ATF3-6)
- Luftdurchsatz: 73,5 kg/s
- Druckverhältnis: 21:1 am Boden, 25:1 in großer Höhe
- Bypassverhältnis: 2,88:1
- Fan: einstufig, axial, Titan
- MD-Verdichter: fünfstufig, axial, Titan
- HD-Verdichter: einstufig, radial, Titan
- HD-Turbine (für HD-Verdichter): einstufig axial
- MD-Turbine (für Fan): dreistufig axial
- ND-Turbine (für MD-Verdichter): zweistufig axial
- Länge: 2316 mm
- Durchmesser: 853 mm
- Gewicht: 431 kg
- Startschub: 22,46 kN